# Belaiga
Belaiga (en francès Bélaye) és un municipi francès situat al departament de l'Òlt i a la regió d'Occitània.
El municipi té Belaiga com a capital administrativa, i també compta amb els agregats de la Lauriá, la Landa, Cosserans, los Albencats, la Tor, Monvila, Joan i l'Abelha.

## Demografia
| 1962                                       | 1968 | 1975 | 1982 | 1990 | 1999 | 2007 |
| ------------------------------------------ | ---- | ---- | ---- | ---- | ---- | ---- |
| 251                                        | 255  | 228  | 204  | 220  | 223  | 219  |
| Des de 1962: població sense dobles comptes |      |      |      |      |      |      |

## Administració
| Període   | Identitat          | Partit |
| --------- | ------------------ | ------ |
| 1935-1943 | Henri Foissac      |        |
| 1943-1969 | Raymond Delpech    |        |
| 1969-1995 | Camille Fauchie    |        |
| 1995-2001 | Jean-Marie Delanoe |        |
| 2001-     | Jacques Baijot     |        |